# 疫苗外交
疫苗外交（英語：Vaccine diplomacy）是指利用疫苗作為外交手段，而使用疫苗作為國家之間的拉攏或排斥手段在2019冠狀病毒病疫情全球大爆發後，更成為國際間的主要議題。

## 概要
在最開始廣泛使用這一詞的2020年之前，早於2009年11月，外交關係專題雜誌《外交政策》發表了一篇名為「疫苗外交」的文章，文中指出，十八世紀末，英國醫生愛德華·詹納發明接種牛痘预防天花，並得到英國廣泛應用，儘管在此期間英法兩國發生多場戰爭，英國仍是將牛痘疫苗運送給法國，而拿破崙還委任這位英國人成為法蘭西學會的成員。1990年代，聯合國曾經以為當地兒童接種脊髓灰質炎病毒疫苗為理由，要求阿富汗的軍事衝突各方暫時停火，讓當地兒童有機會接種疫苗。

## 2019冠狀病毒病疫苗

### 中華人民共和國
中華人民共和國在2020年12月起，向未能得到足夠疫苗的2019冠狀病毒病疫苗的國家提供疫苗。2021年12月16日，中方宣佈已向120多個國家和國際組織提供超過18.5億劑疫苗，全年將完成對外提供20億劑疫苗的目標，並向「新冠疫苗實施計劃」捐贈1億美元基礎上，年內再向發展中國家無償捐贈1億劑疫苗。《紐約時報》称中國將供應疫苗作為在拉丁美洲推動使用中國網絡設備的手段。

### 美國
美國於2021年5月宣布向全球多國贈送疫苗，同时購買5億劑輝瑞疫苗捐贈COVAX，更向台灣捐助250萬劑莫德納疫苗，被認為是要抗衡中國疫苗外交。美國在2021年5月及6月先後承諾捐贈8000萬劑已獲FDA核准的疫苗及5億劑輝瑞疫苗，美國總統拜登均說明美國向全球各受助國捐贈疫苗不會附帶任何條件。